# سبیلیان

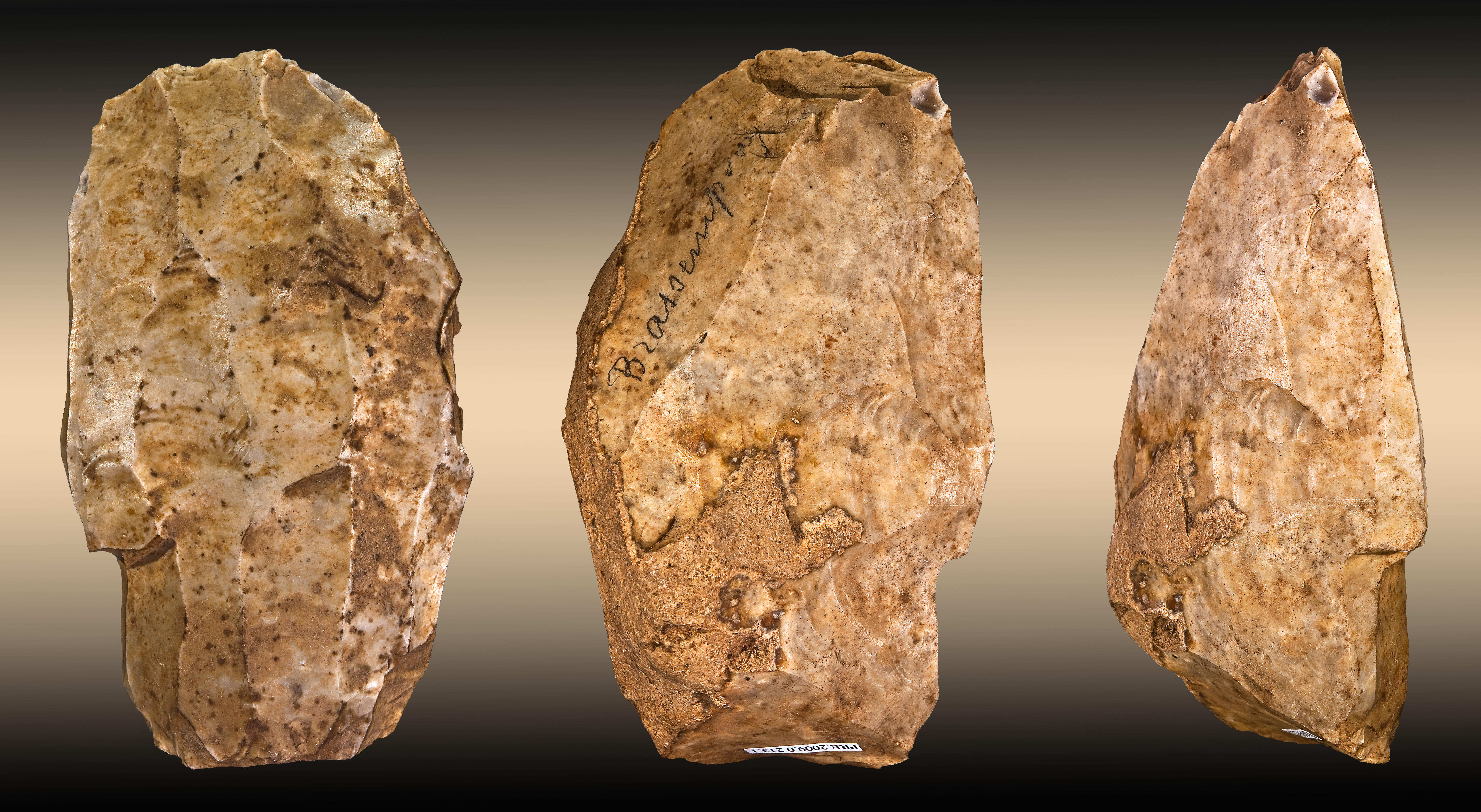
دوران پارینه‌سنگی

سبیلیان یک فرهنگ باستان‌شناختی پیشاتاریخ در مصر است که به ۱۳ هزار تا ۱۰ هزار سال پیش از میلاد مربوط است.

## موقعیت
ادموند وینیارد در دههٔ ۱۹۲۰ به کاوش در کوم امبو پرداخت همچنین در مناطقی از وادی حلفا نیز کاوش صورت گرفت و روشن شد که این فرهنگ تنها پیرامون رود نیل از وادی حلفا تا قنا مستقر بوده‌اند.

## پیشینه
وینیارد ادعا کرد که بازهٔ زمانی این فرهنگ مربوط به ۱۳۰۰۰ تا ۱۰۰۰۰ سال پیش از میلاد است.
اما داده‌های زمین‌شناسی می‌گوید که این فرهنگ در بازهٔ زمانی ۱۵۰۰۰ تا ۱۰۵۰۰ پیش از میلاد روی داده‌است بررسی بر روی داده‌های زمین‌شناسی تکرار شد و نهایتاً به ۱۳۰۰۰ پیش از میلاد رسید. بعدها باستان شناسان به این نتیجه رسیدند که سبیلیان در دوره ای بوده‌اند که صنعت‌هایی به نام سیلسیلیان و سِبِکیان از مصر بالایی (علیا) حضور داشته‌اند بنابراین تاریخ آنها به ۱۲۰۰۰ سال پیش از میلاد بازمی‌گردد.

## ویژگی‌ها
میزان یپشرفت و فناوری‌هایی که مردم در این دوران بدست آورد سه گام داشت:
- گام نخست، در آغاز ابزارهای سبیلیان مانند ابزارهای موستروئید بودند و بیشتر از روش لوالوآ بر روی موادی مانند دیوریت استفاده می‌کردند گاهی هم موردهایی از کوچک-بیرم دیده شده‌است.
- گام دو و سه: ابزارهایی پیدا شد که نشانهٔ دسترسی به صنعت کوچک-تیغه است که می‌توانست در چخماق برش‌های خوبی ایجاد کند و کوچک-بیرم‌های بسیار بیشتری پیدا شد.[۵]